# Vorkoster
Ein Vorkoster ist eine Person mit der spezifischen Aufgabe, Speisen und Getränke (durch die Entnahme und Einnahme einer Kostprobe) auf ihre Qualität und Verträglichkeit zu prüfen.
Historisch gesehen war der Vorkoster das Amt eines Angestellten, meist eines Sklaven, bei Hofe. Im alten Rom trug ein Sklave, der das Amt des Chefvorkosters innehatte, die Bezeichnung praegustator. Vor jeder Mahlzeit hatte er die fertig zubereiteten Speisen und Getränke zu kosten. Wenn nach einer gewissen Wartezeit der Vorkoster keine Anzeichen einer Vergiftung zeigte, war dadurch die (relative) Gewissheit gegeben, dass die Speisen gut und nicht vergiftet waren und der Herrscher somit selbst getrost zugreifen konnte.
In manchen Herrscherhäusern und im Vatikan kam es wiederholt zu Giftmorden. Bis in die 1950er Jahre hatte daher ein Vorkoster bei Papstliturgien in St. Peter bei der Gabenbereitung Wein und Wasser zu kosten, damit sichergestellt war, dass sie nicht vergiftet waren.
Um die Schutzwirkung eines Vorkosters zu umgehen, wurde auch Blei eingesetzt, da dieses erst nach langfristiger, mehrfacher Einnahme durch Anreicherung im Körper zum Tode führt. In diesem Falle wird die Giftwirkung nicht sofort bemerkt, was einen Vorkoster nutzlos macht.